# Teucrium trifidum
Teucrium trifidum là một loài thực vật có hoa trong họ Hoa môi. Loài này được Retz. miêu tả khoa học đầu tiên năm 1779.